# Ratpenat orellut alpí
El ratpenat orellut alpí (Plecotus macrobullaris) és una espècie de ratpenat de la família dels vespertiliònids que originalment fou descrit, el 1965, a Suïssa i Àustria com a espècie intermèdia entre els orelluts marrons i els orelluts grisos. Més tard es trobà a França. Malgrat el seu nom, l'espècie no està restringida als Alps i, també, s'ha trobat a Croàcia i altres llocs.